# Albert-Einstein-Gymnasium (Magdeburg)
Das Albert-Einstein-Gymnasium in der Landeshauptstadt Magdeburg ist ein deutsches Gymnasium. Benannt ist es nach dem Physiker und Nobelpreisträger Albert Einstein.

## Geschichte
1996 schlossen sich das Albert-Schweitzer-Gymnasium und das Carl-Leberecht-Immermann-Gymnasium in einem neuen Schulgebäude zum Gymnasium Olvenstedter Graseweg zusammen und tragen seit 1999 den Namen Albert-Einstein-Gymnasium. 2007 fusionierte die Schule mit dem Gymnasium Otto von Guericke und dem Humboldt-Gymnasium.

## Besonderheiten
Das Gymnasium versteht sich als Bildungseinrichtung mit interkultureller Prägung. Schulpartnerschaften bestehen mit Schulen in Tschechien und Rumänien.

## Auszeichnungen und Projekte
- Europaschule seit 2017[3]
- Initiative „Schulen: Partner der Zukunft“ (PASCH)[1]
- Schule ohne Rassismus – Schule mit Courage seit Oktober 2009[4]